# Nuestra Señora de La Salette (título cardenalicio)
Nuestra Señora de La Salette es un título cardenalicio de la Iglesia Católica. Fue instituido por el papa Pablo VI en 1969.

## Titulares
- Alfredo Vicente Scherer (28 de abril de 1969 - 8 de marzo de 1996)
- Polycarp Pengo (21 de febrero de 1998)